# Алабышев, Семён Фёдорович
Князь Семён Фёдорович Алабышев — воевода и наместник в княжение Василия III Ивановича и Ивана Грозного.
Младший сын князя Фёдора Фёдоровича Алабыша. Праправнук Ярославского владетельного князя Ивана Васильевича.
Женат на княжне Анастасии Васильевне, второй дочери князя, боярина Василия Андреевича Микулинского. Детей не было. Имел брата, князя Ивана Фёдоровича, упомянутого в 1500 году сыном боярским.

## Биография

### Служба Василию III
В 1512 году послан из Белой первым воеводой войск левой руки против Литвы. В 1516 году водил из Белой к Витебску полк левой руки. В 1520 году командовал судовой ратью во время Казанского похода передовым полком. В июне 1521 года первый воевода в Стародубе, а после отправлен на судах к Казани воеводой Передового полка и по пришествии в Нижний Новгород, указано ему быть в городе третьим воеводой, а не идти в поход. В 1522 году первый воевода в Стародубе. В 1528-1529 годах прислан в Нижний Новгород наместником.

#### Служба Ивану Грозному
В 1536 году указано ему быть в Нижнем Новгороде "за городом" четвёртым воеводой, а при приближении казанцев к городу быть в походе против них до Долгова острова воеводой в войсках правой руки, по возвращении из похода второй воевода полка правой руки у Нижнего Новгорода "за городом". В 1537 году служил в Костроме наместником и "за городом" вторым воеводой, затем в октябре вновь направлен к Нижнему Новгороду. В 1541 году послан на судах к Казани первым воеводой, водил в судовой рати полк левой руки и указано ему остановиться во Владимире, где и упомянут в следующем году. В 1543 году определён первым воеводой, командовал сторожевым полком под Коломной. В марте 1544 года второй воевода седьмого Сторожевого полка в Казанском походе.
В 1546 году князь Семён Фёдорович вместе с дьяком Истомой Чертовским послан в Можайск и на Волок для организации смотра царских невест.
После кончины князя Семёна Фёдоровича, его вотчина село Алабышево с деревнями, было передано в 1550 году царём Иваном Грозным в Троице-Сергиев монастырь, согласно его духовному завещанию.